# Модесто Соруко
Модесто Соруко (ісп. Modesto Soruco, нар. 12 лютого 1966, Сан-Ігнасіо-де-Веласко) — болівійський футболіст, що грав на позиції захисника, зокрема за клуб «Блумінг», а також національну збірну Болівії.

## Клубна кар'єра
У дорослому футболі дебютував 1986 року виступами за команду «Блумінг», в якій провів дванадцять сезонів, взявши участь у 177 матчах чемпіонату. 
Згодом з 1997 по 2002 рік грав за «Депортіво Сан-Хосе», «Індепендьєнте Петролеро» та «Аурору».
Завершував ігрову кар'єру у команді «Реал Санта-Крус», за яку виступав протягом 2003 року.

## Виступи за збірну
1991 року дебютував в офіційних матчах у складі національної збірної Болівії.
У складі збірної був учасником Кубка Америки 1991 року в Чилі та Кубка Америки 1993 року в Еквадорі. 1994 року брав участь у чемпіонаті світу 1994 року в США, де виходив на поле в одній грі.
Загалом протягом чотирирічної кар'єри в національній команді провів у її формі 23 матчі.